# Eumetriochroa hederae
Eumetriochroa hederae là một loài bướm đêm thuộc họ Gracillariidae. Loài này có ở Nhật Bản (Honshū, Kyūshū, Shikoku).
Sải cánh dài 8.1-9.7 mm.
Ấu trùng ăn Hedera rhombea. Chúng ăn lá nơi chúng làm tổ.